# Монтиньи-ле-Фран
Монтиньи́-ле-Фран (фр. Montigny-le-Franc) — коммуна во Франции, находится в регионе Пикардия. Департамент коммуны — Эна. Входит в состав кантона Марль. Округ коммуны — Лан.
Код INSEE коммуны — 02513.

## Население
Население коммуны на 2010 год составляло 158 человек.
| 1962 | 1968 | 1975 | 1982 | 1990 | 1999 | 2010 |
| ---- | ---- | ---- | ---- | ---- | ---- | ---- |
| 310  | 238  | 203  | 206  | 210  | 192  | 158  |

## Экономика
В 2010 году среди 106 человек трудоспособного возраста (15—64 лет) 68 были экономически активными, 38 — неактивными (показатель активности — 64,2 %, в 1999 году было 61,7 %). Из 68 активных жителей работали 62 человека (33 мужчины и 29 женщин), безработных было 6 (3 мужчин и 3 женщины). Среди 38 неактивных 11 человек были учениками или студентами, 12 — пенсионерами, 15 были неактивными по другим причинам.